# Draculo shango
Draculo shango là một loài cá biển thuộc chi Draculo trong họ Cá đàn lia. Loài này được mô tả lần đầu tiên vào năm 1966.

## Phân bố và môi trường sống
D. shango có phạm vi phân bố ở Đông Đại Tây Dương. Loài cá này được tìm thấy ở ngoài khơi Nigeria và Cameroon. D. shango được thu thập ở vùng sóng vỗ, độ sâu khoảng 5 m trở lại. Phạm vi phân bố của loài này có thể rộng hơn, nhưng do đặc trưng của môi trường vùng sóng vỗ, rất khó để khảo sát thêm.

## Mô tả
Chiều dài cơ thể tối đa được ghi nhận ở D. celetus là 4 cm. Cơ thể của chúng có màu vàng cát, vùng lưng thường có nhiều đốm đen.
Số gai ở vây lưng: 3; Số tia vây mềm ở vây lưng: 9 - 10; Số gai ở vây hậu môn: 0; Số tia vây mềm ở vây hậu môn: 9 - 11; Số gai ở vây bụng: 1; Số tia vây mềm ở vây bụng: 5; Số tia vây mềm ở vây ngực: 19 - 22.